# Trojská lávka (1984)
Die 1984 eröffnete Trojská lávka (tschechisch für Trojaer Fußgängerbrücke) war eine 256 Meter lange und 3,8 Meter breite Fußgängerbrücke über die Moldau in Prag, welche die Kaiserinsel mit dem Stadtteil Troja verband. Sie stürzte am 2. Dezember 2017 gegen 13:30 Uhr ein, wobei vier Menschen verletzt wurden, zwei davon schwer. Die Brücke war unter anderem von Besuchern des Prager Zoos und des Schlosses Troja genutzt worden.
Eine gleichnamige Ersatzbrücke wurde im Oktober 2020 eröffnet.

## Konstruktion
Die Brückenkonstruktion war für die damalige Zeit ungewöhnlich. Eine ähnliche Brücke wurde 1979 in Brünn errichtet und das Design später auf die Brücke in Prag übertragen. 156 Stahlseile wurden über je einen Betonpfeiler nördlich und südlich der Moldau gespannt und an Blöcken an beiden Ufern befestigt. So entstand ein 50 Meter langes Brückensegment auf der Kaiserinsel, eines von 85 Metern Länge auf der Trojaer Seite und ein 90-Meter-Abschnitt über dem Fluss. Auf die Seile wurden Platten aufgefädelt, die mit einem Belag aus Polymerbeton versehen wurden. Die Steigung des Wegs belief sich auf bis zu 10 Grad.
Die Pfeiler und Verankerungsblöcke wurden vom Zweigbetrieb „Speciálni zakládání staveb“ des damaligen Staatsunternehmens Vodní stavby Praha gebaut, die eigentliche Konstruktion führte die Baufirma Dopravní stavby Olomouc aus.

## Geschichte
Zunächst bestand zwischen Troja und der Kaiserinsel eine Fährverbindung. 1976 wurde eine Pontonbrücke eröffnet, die durch ein Hochwasser im Sommer 1981 zerstört wurde. Nach Plänen des bekannten Brückenarchitekten Jiří Stráský, heute Professor für Bauwesen in der Abteilung für Beton- und Steinkonstruktionen der Technischen Universität Brünn, entstand schließlich die im Juli 1984 eröffnete Spannbandbrücke. Auch die neue Brücke wurde von Hochwassern überschwemmt. In den Jahren 1998–1999 wurde sie renoviert.

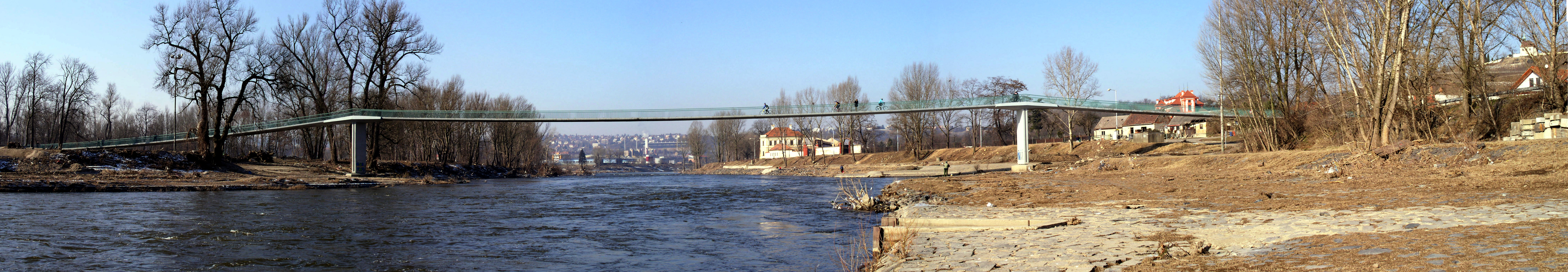
Blick von Osten auf die Trojská lávka, Februar 2003

Nach Informationen der Tschechischen Piratenpartei war der zuständigen Prager Baubehörde bereits 2009 ein schlechter Zustand der Brücke bekannt. Im Jahr 2011 wies die Behörde auf den schlechten Zustand hin und schätzte die verbleibende Nutzungsdauer des Bauwerks auf 5–7 Jahre. 2014 stellte man eine Korrosion der tragenden Stahlseile fest. Drei Wochen vor dem Einsturz war die Brücke zuletzt geprüft, aber keine Warnung herausgegeben worden. Die Brücke verfügte über ein System, das ihren Zustand überwachte und alle zwei Minuten ein Signal sendete. Das letzte Signal wurde am 2. Dezember 2017 um 13:16 Uhr empfangen.

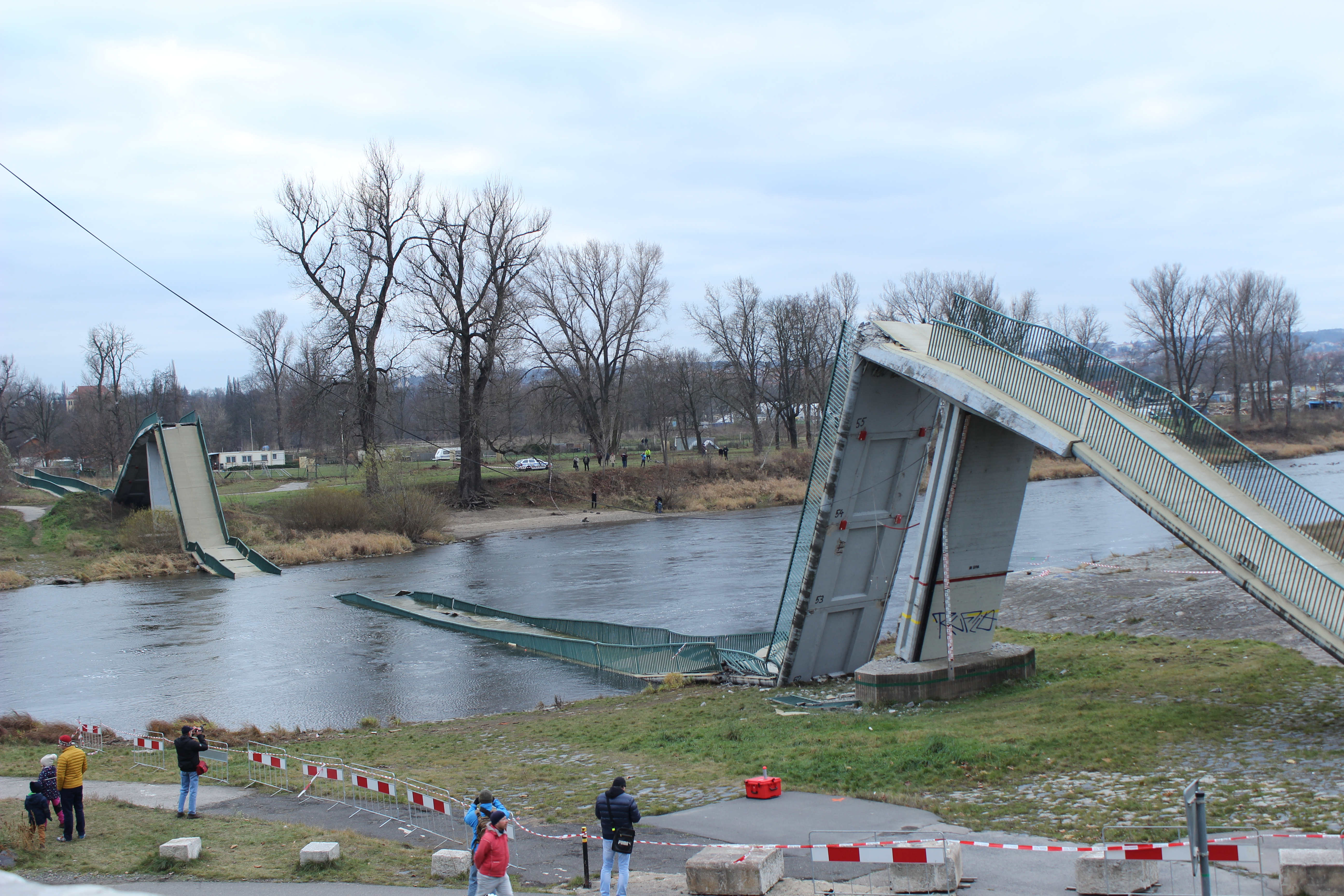
Die Brücke am Tag nach dem Einsturz

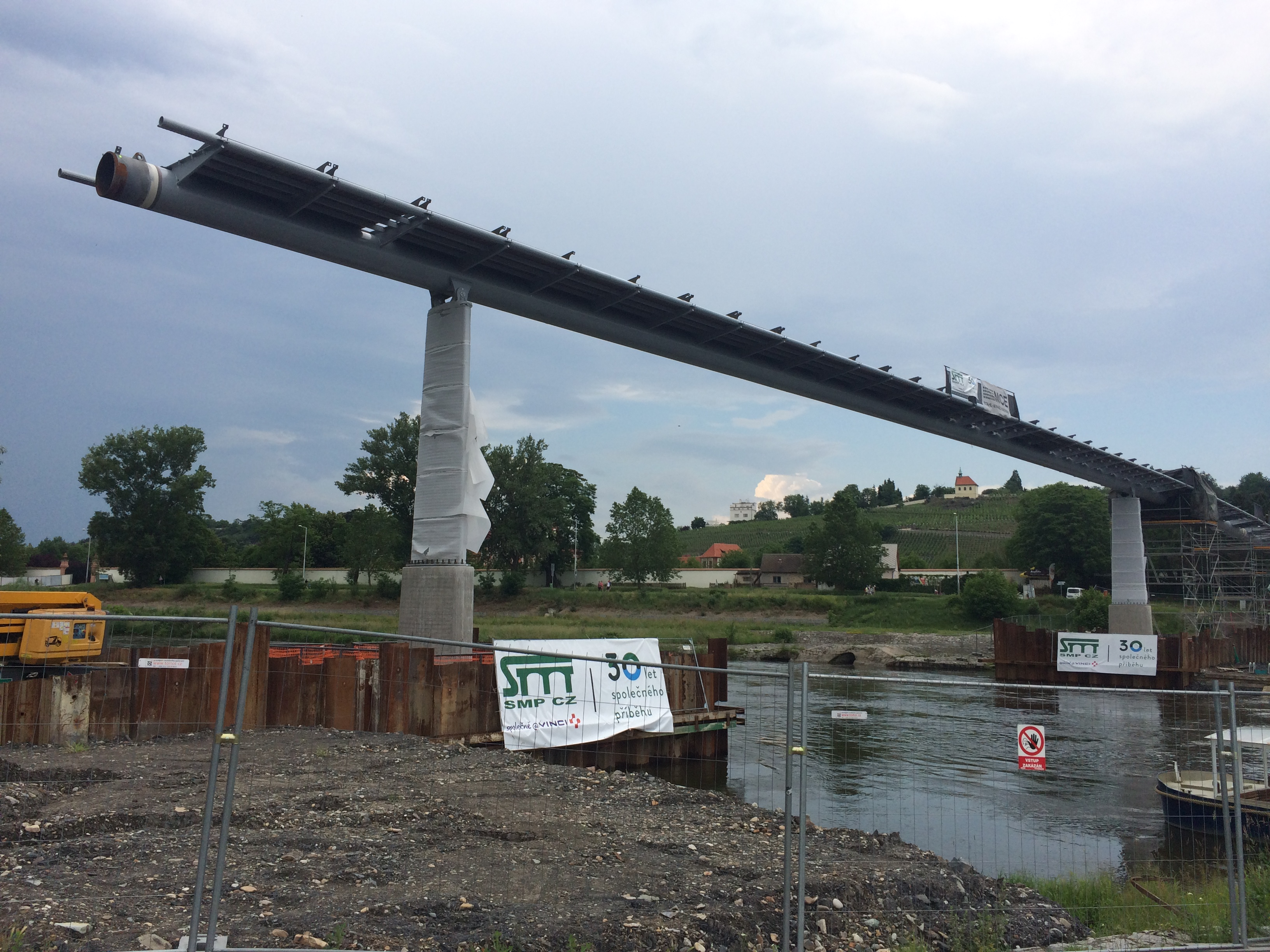
Bau der neuen Brücke, Juni 2020

Zwei Wochen nach dem Einsturz zog die Feuerwehr das in die Moldau gefallenen Brückensegment mit Spezialgerät an Land. Den Auftrag zur Beseitigung der Trümmer erhielt die Firma Strabag.

## Folgen des Einsturzes
Der Leiter der zuständigen Baubehörde wurde seines Amtes enthoben. Eine Überprüfung aller übrigen Brücken in Prag wurde angeordnet. Mehrere davon waren zum Zeitpunkt des Einsturzes ebenfalls in schlechtem Zustand. Eine Fußgängerbrücke über die Berounka, die den Prager Stadtteil Lipence mit der Stadt Černošice verbindet, wurde kurzzeitig gesperrt und mit Streben verstärkt. Vorsorglich gesperrt wurden zudem die Fußgängerbrücke Hvězdonice über die Sázava zwischen Hvězdonice und Poddubí, etwa 30 Kilometer südöstlich von Prag, sowie die ähnlich der Trojská lávka konstruierte Fußgängerbrücke Kroměříž über die Morava im 240 Kilometer entfernten Kroměříž.
Unabhängig von einer späteren Entschädigung beschloss der Prager Stadtrat eine Sofortzahlung von je 50.000 Kronen (etwa 2.000 Euro) an die vier Verletzten.
Als provisorischer Ersatz für die zerstörte Brücke wurde am 23. Dezember 2017 eine Fährverbindung eingerichtet. Mit dem Bau einer ebenfalls Trojská lávka genannten Ersatzbrücke für Fußgänger und Radfahrer wurde im November 2019 begonnen. Die neue Brücke wurde am 23. Oktober 2020 eröffnet.